# Allenrolfea occidentalis
Espèce
Synonymes
- Allenrolfea mexicana Lundell[1]
- Halostachys occidentalis S. Watson[1],[2]
- Salicornia occidentalis (S. Watson) Greene[1]

Allenrolfea occidentalis est une espèce de plantes appartenant au genre Allenrolfea de la famille des Amaranthaceae.

## Synonymes
Cette espèce a pour synonymes : 
- Allenrolfea mexicana Lundell[1] ;
- Halostachys occidentalis S. Watson[1],[2] (basionyme) ;
- Salicornia occidentalis (S. Watson) Greene[1].

## Habitat

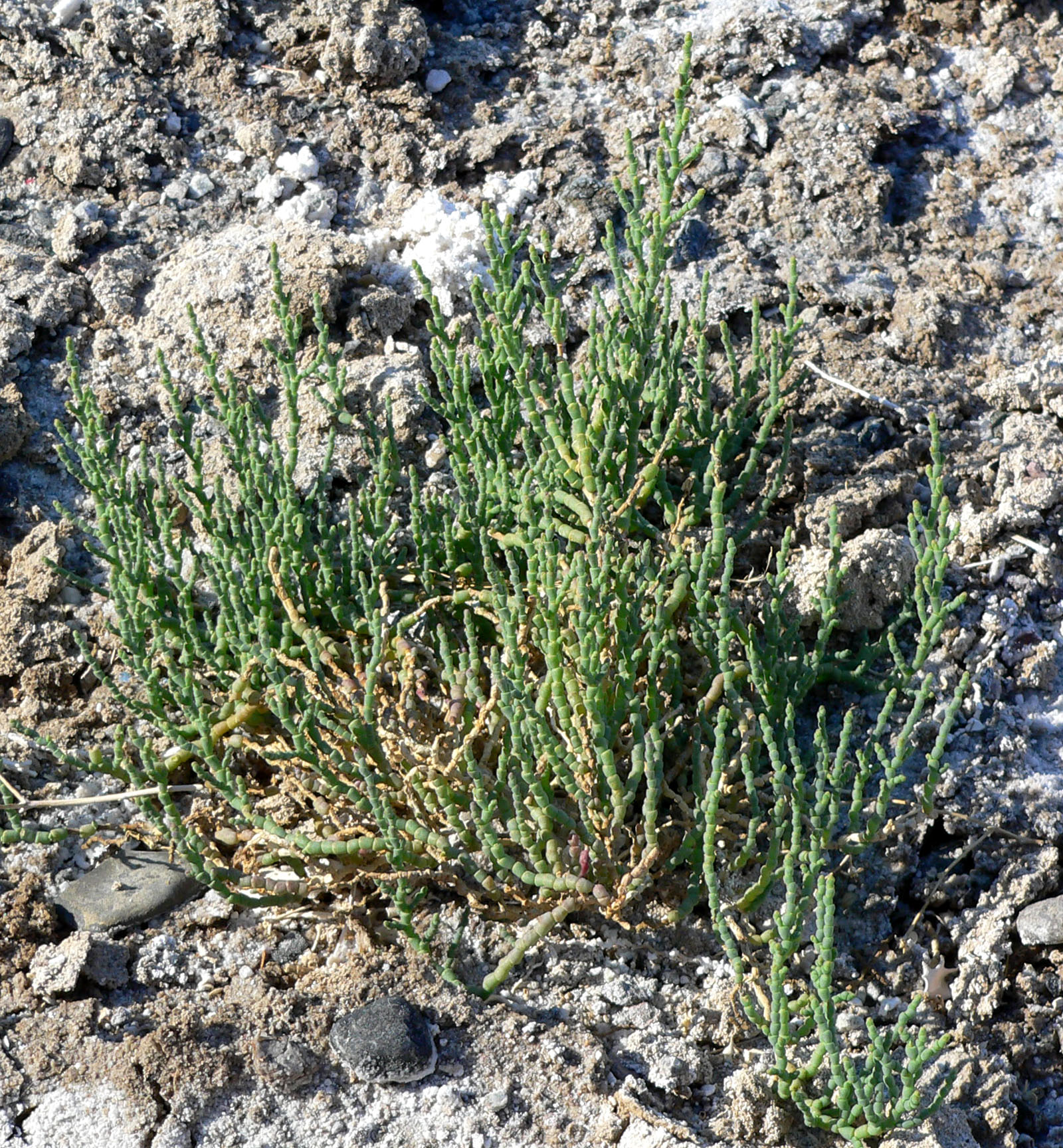
Habitat (Vallée de la Mort).

On rencontre cette espèce dans les zones arides et désertiques du sud-ouest des États-Unis, de Californie, de l'Idaho et du nord du Mexique.